# Iris bracteata
Iris bracteata es una especie de la familia de las iridáceasque solo se encuentran en las Montañas Klamath de Del Norte County, California y Condado de Curry (Oregón) en los Estados Unidos. Su nombre común es Siskiyou iris. Sus flores crecen solas o en parejas en el tallo, y son generalmente de color crema o amarillo, con vetas de color púrpura o marrón.

## Taxonomía
Iris bracteata fue descrita por Sereno Watson y publicado en Proceedings of the American Academy of Arts and Sciences 20: 375. 1885.
Etimología
Iris: nombre genérico llamado así por Iris la diosa griega del arco iris.
bracteata: epíteto latino que significa "con brácteas".
Sinonimia
- Iris tenax subsp. bracteata (S.Watson) Q.D.Clarkson, Madroño 15: 122 (1959).
- Limniris bracteata (S.Watson) Rodion., Bot. Zhurn. (Moscow & Leningrad) 92: 551 (2007).[4]